# Église réformée française de Stockholm
Pour les articles homonymes, voir Église française réformée .
L'Église réformée française de Stockholm, en suédois Franska Reformerta Församlingen i Stockholm, est un temple protestant de langue française situé dans le quartier d'Östermalm, dans le centre historique de Stockholm, capitale de la Suède. La paroisse a été fondée en 1741 par des réfugiés Huguenots. La paroisse est membre de l'Église unie de Suède.

## Histoire

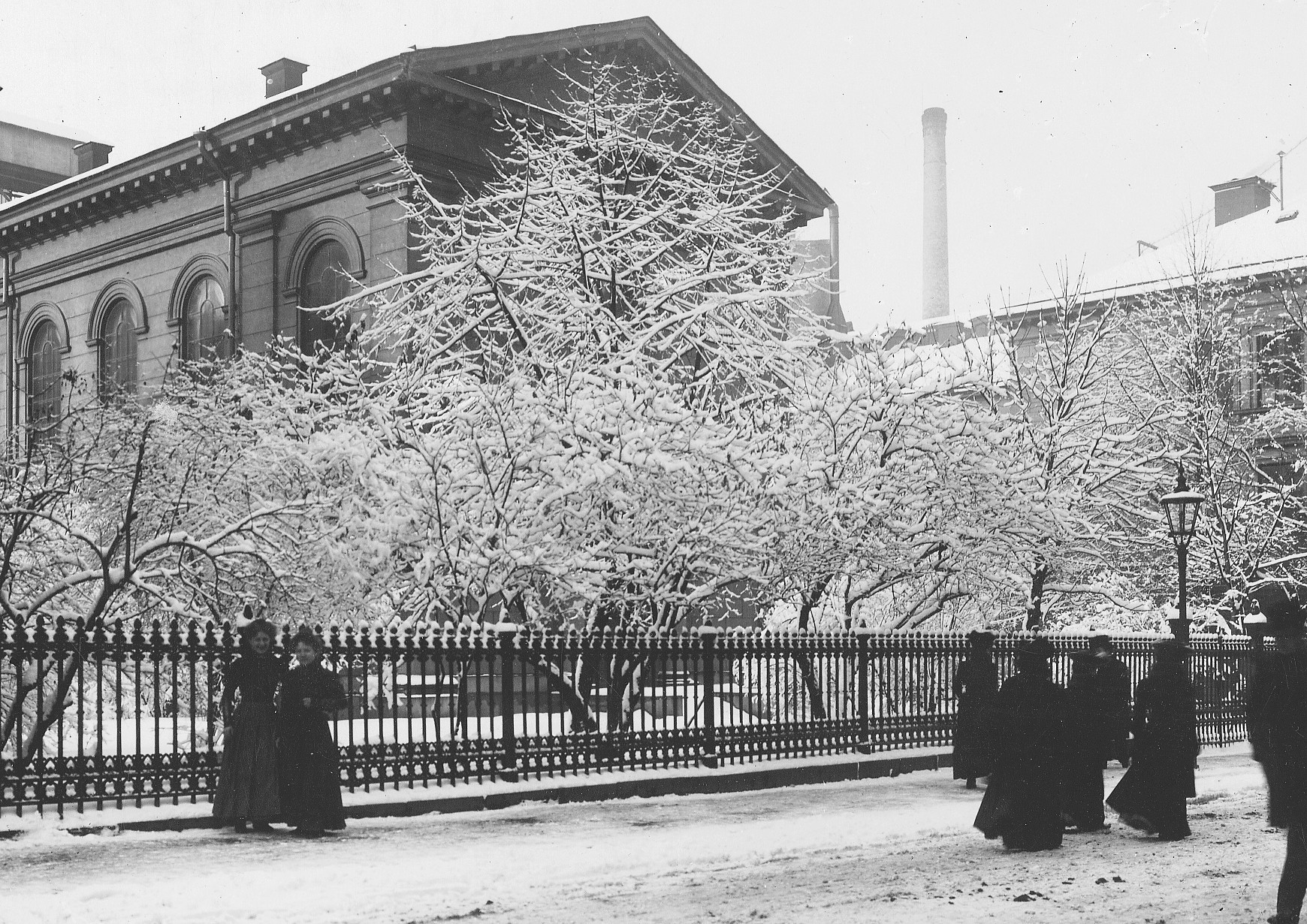
Le deuxième temple, vers 1900

Après plusieurs années de persécutions contre les protestants - les dragonnades - Louis XIV révoque en 1685 l'édit de Nantes par l'édit de Fontainebleau. Plus de 30 000 protestants français, de confession réformée (calviniste) et surnommés Huguenots, prennent le chemin de l'exil et forment une diaspora, principalement aux Pays-Bas, en Angleterre, en Allemagne et en Suisse (le Grand Refuge), mais aussi dans le Nouveau Monde, aux États-Unis et en Afrique du Sud, et dans les pays scandinaves. 
Près de 150 Français s'installent à Stockholm, principalement des commerçants et des professions hautement qualifiées, comme l'architecte Simon de la Vallée, en 1637. Il travaille pour la cour et dessine les plans du Riddarhuset. Son fils Jean de la Vallée, fait élever l'église Catherine, l'église Hedwige-Éléonore, ou encore le château de Karlberg. Des familles de négociants, les Bedoire, Lefébure, Jennings et Plomgren, font fortune. 
L'Église réformée française de Stockholm est établie officiellement en 1741. L’Église nationale officielle, l'Église de Suède, est de confession luthérienne et il faut un édit royal de Frédéric Ier pour autoriser l'ouverture d'une église réformée,. 
Le culte a lieu dans l'église anglicane de l'ambassade d’Angleterre jusqu'à la construction d'un temple réformé, inauguré en 1752 dans la vieille ville au n°5 de Stora Nygatan, avec une école. Son architecte est Carl Hårleman, descendant d'un immigrant néerlandais. En 1789, un nouveau édifice est construit au n°13 de Humlegårdsgatan, dans le quartier de Östermalm, à cinq minutes à pied de l'ambassade de France en Suède. Les architectes sont Magnus Isaeus et Carl Sandahl.
De 1861 à 1867, l’organiste Elfrida Andrée travaille pour la paroisse. C'est la première femme organiste professionnelle en Suède, alors que la loi leur interdit d'exercer. Compositrice reconnue et cheffe d'orchestre suédoise, elle s'illustre comme défenseure des droits des femmes et elle est à l'origine de plusieurs lois pour l'égalité des sexes. L'orgue actuel est construit en 1909 par Åkerman & Lunds Orgelfabriks AB, Sundbyberg avec une façade de l'orgue de 1880. Il est agrandi en 1930 par la même entreprise. Il est à fonctionnement pneumatique.

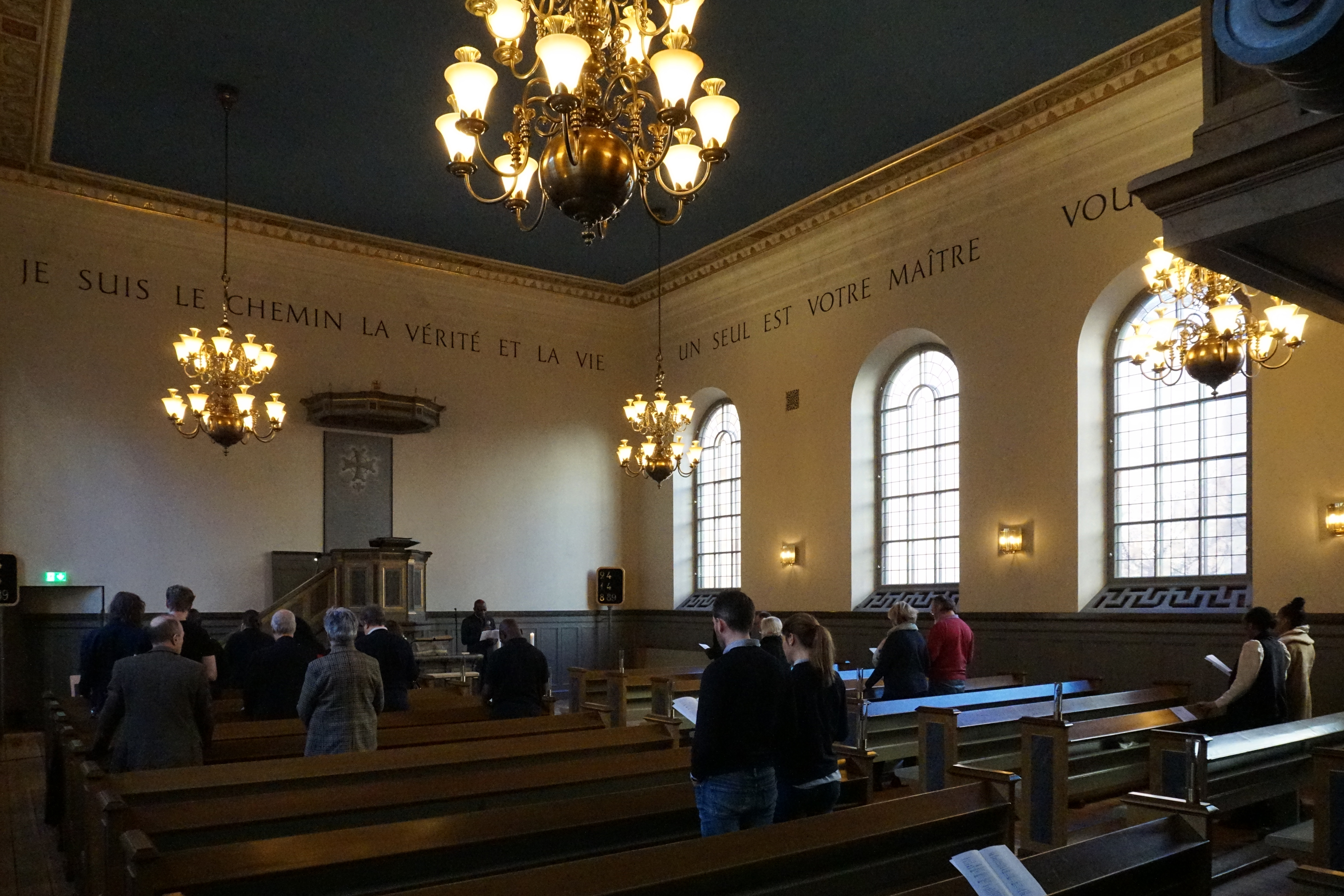
Intérieur de la nef, février 2020

Aujourd'hui, la communauté est revivifiée par l'immigration francophone, en provenance des territoires qui ont été des colonies françaises, en particulier d'Afrique francophone, du Liban et dans les Caraïbes. Le temple accueille régulièrement des concerts,.
L’Église est membre de l'Equmeniakyrkan, une fédération œcuménique d’Églises chrétiennes en Suède : réformées, méthodistes, baptistes, évangéliques. Elle est indépendante de l'Église catholique et de l'Église de Suède luthérienne. L'Église réformée française de Stockholm est membre de la Communauté d’Églises protestantes francophones (Ceeefe).

## Architecture
Le premier temple réformé, de 1741 à 1789, est d'architecture classique, en pierres de taille. Le porche est décoré d'un bas-relief représentant une Bible ouverte, symbole traditionnel des Églises réformées.

Gravures du premier temple, 1748
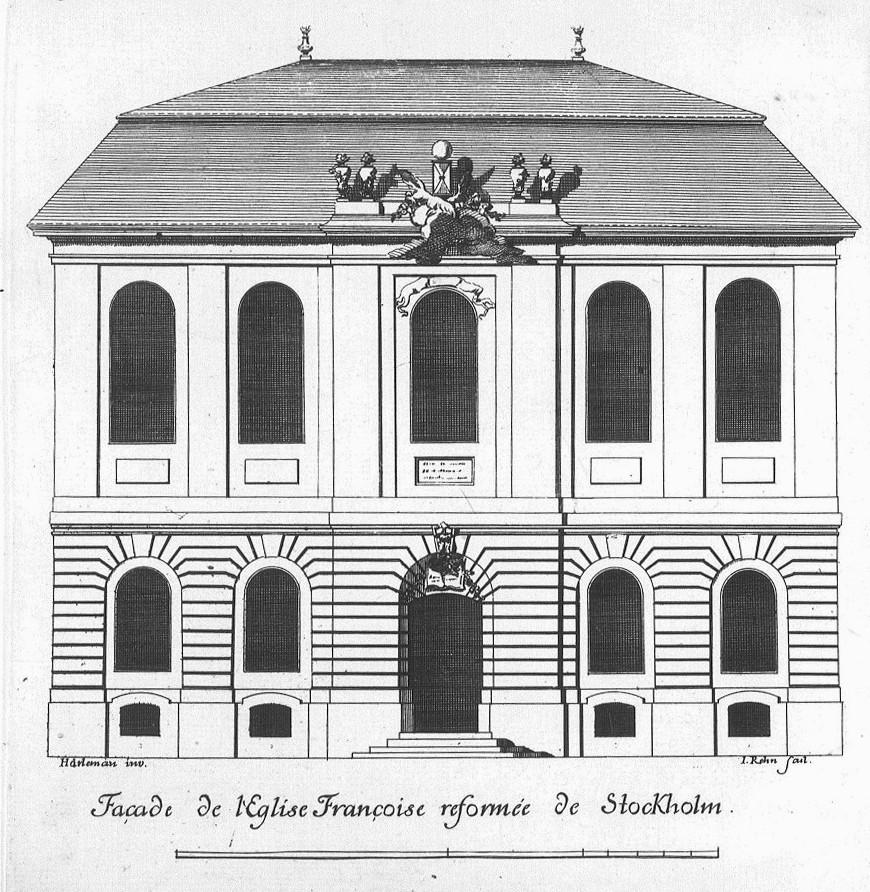
Façade, au 5 Stora Nygatan
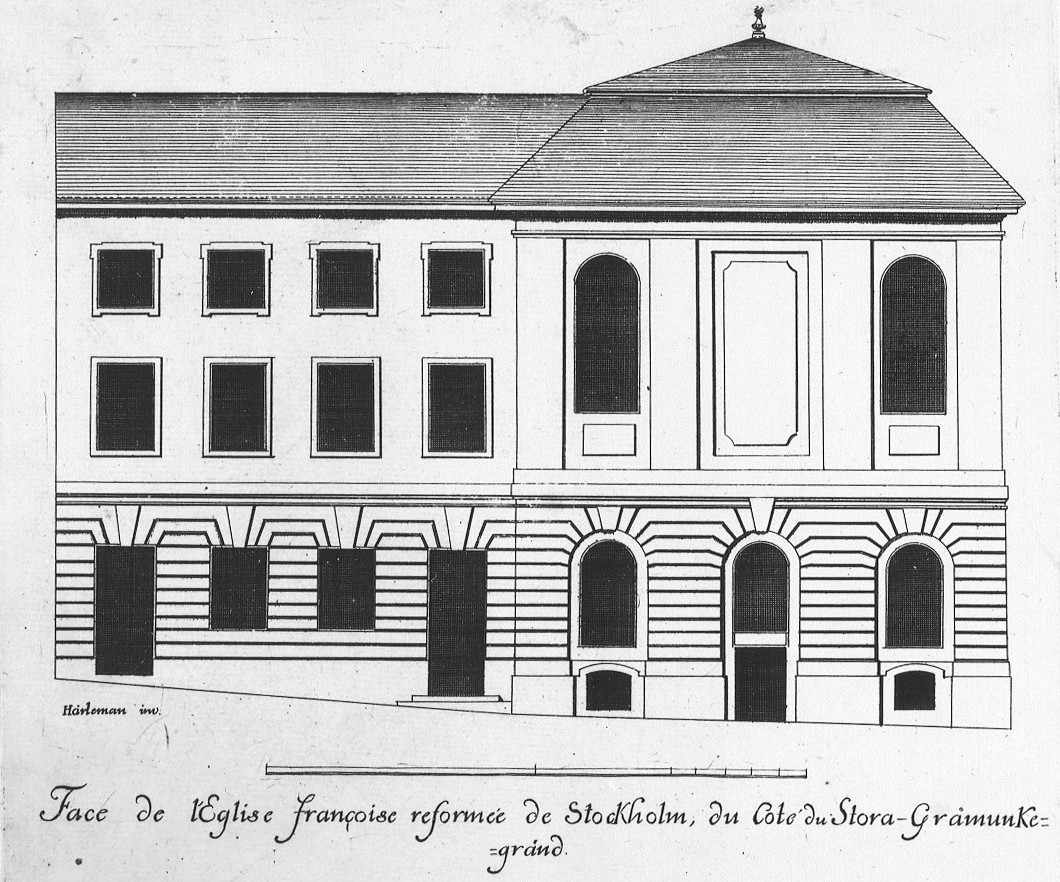
Façade latérale, au 8 Stora Gråmunkegränd
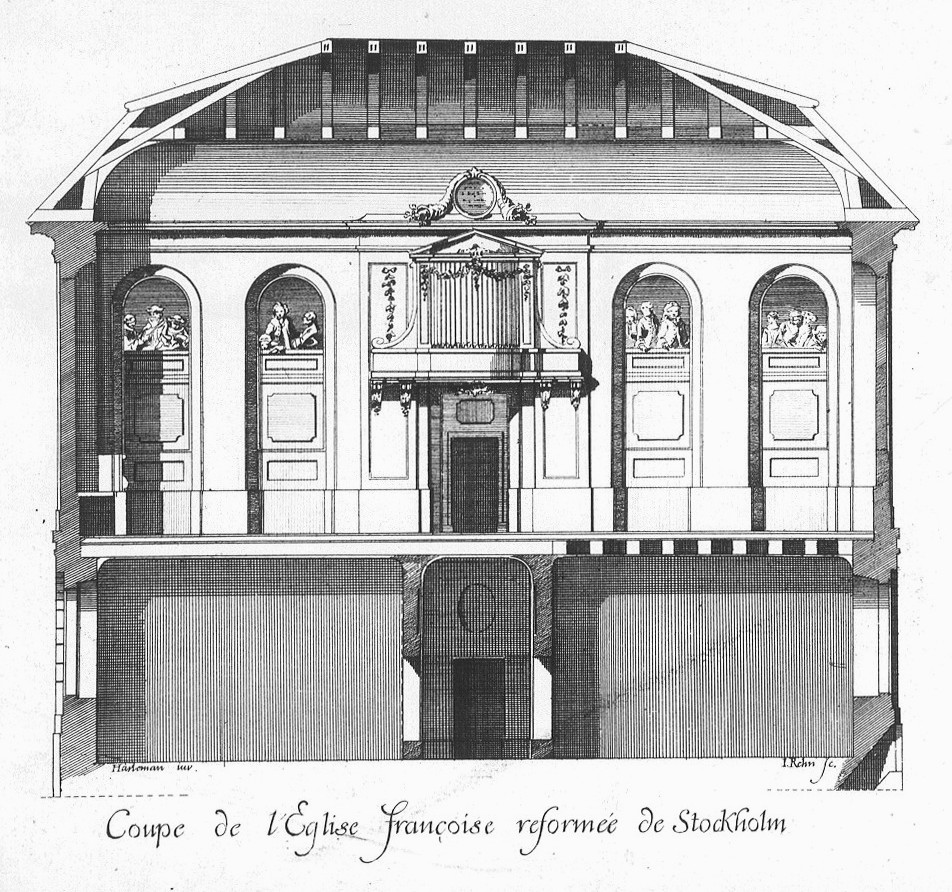
Coupe de l'intérieur

Le deuxième temple, depuis 1789 comporte un porche ouvragé en pierre surmonté de l'inscription « Église réformée française » et du drapeau de la France. A gauche et à droite, deux bas-reliefs avec des coquilles Saint-Jacques et deux croix rayonnantes. Sur le balcon, un monogramme, avec l'entrelacement des trois lettres ERF, sigle pour "Église réformée française". Au sommet de la façade, en pierre, une croix nue sert de figure de proue à un bateau brisant les flots - symbole approprié pour les réfugiés français. Elle est entourée d'une couronne d'épine, de quatorze roses fermées, avec tiges et feuilles, et du monogramme IHS, translittération du nom de « Jésus » en grec.

L'intérieur est sobre, selon un plan rectangulaire conforme à l'esprit réformé et inhabituel pour la Suède luthérienne. La nef est éclairée par de grandes baies et des lustres. Des bancs se répartissent en deux rangées. La chaire à prêcher est dans l'axe de l'allée centrale, avec une croix huguenote dans la menuiserie. Une grande Bible ancienne est présentée ouverte sur la table de communion. Des versets sont inscrits en haut des murs en lettres capitales : « Je suis le chemin la vérité et la vie », « Un seul est votre maître ».

Photographies du temple actuel, 2013
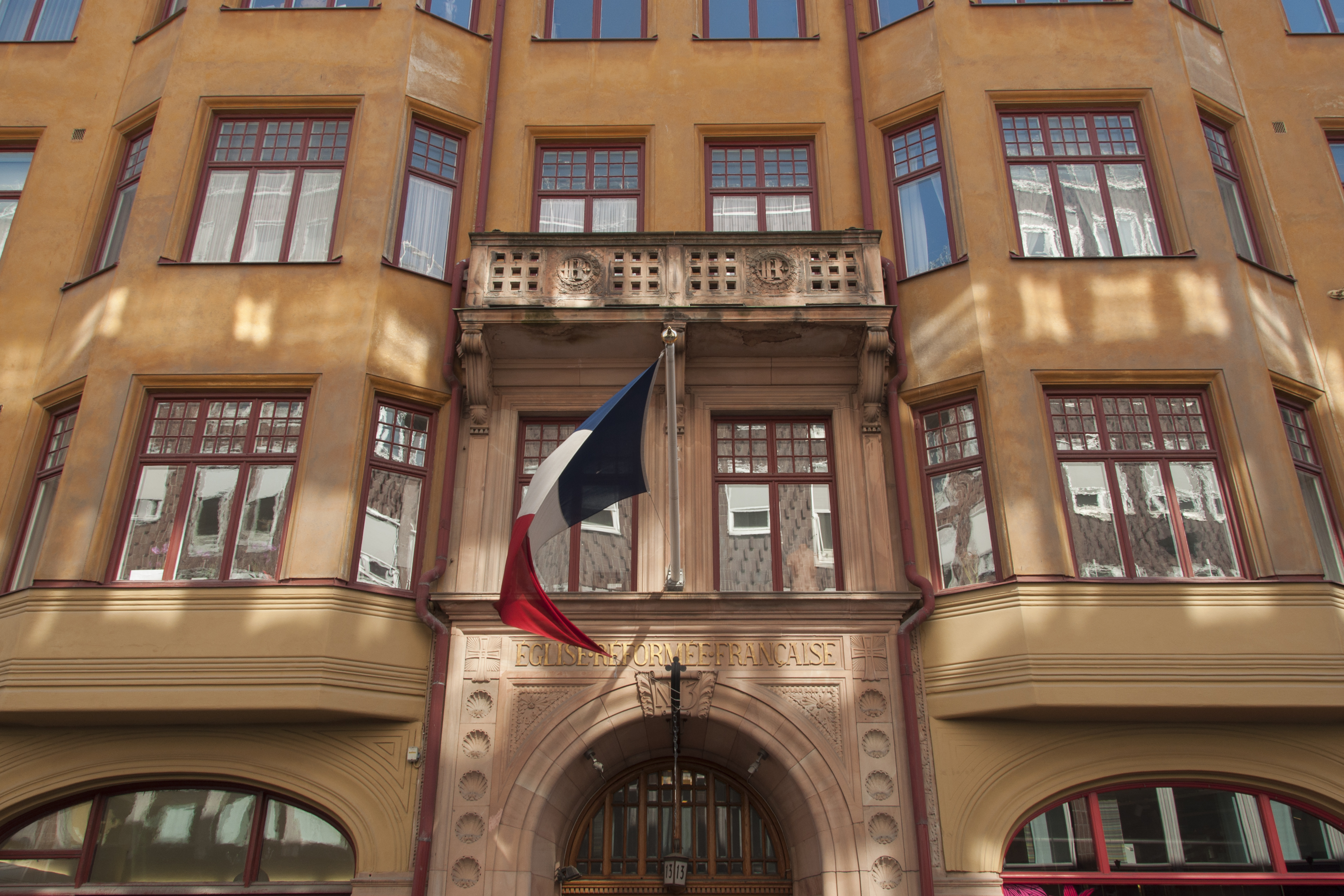
Porche
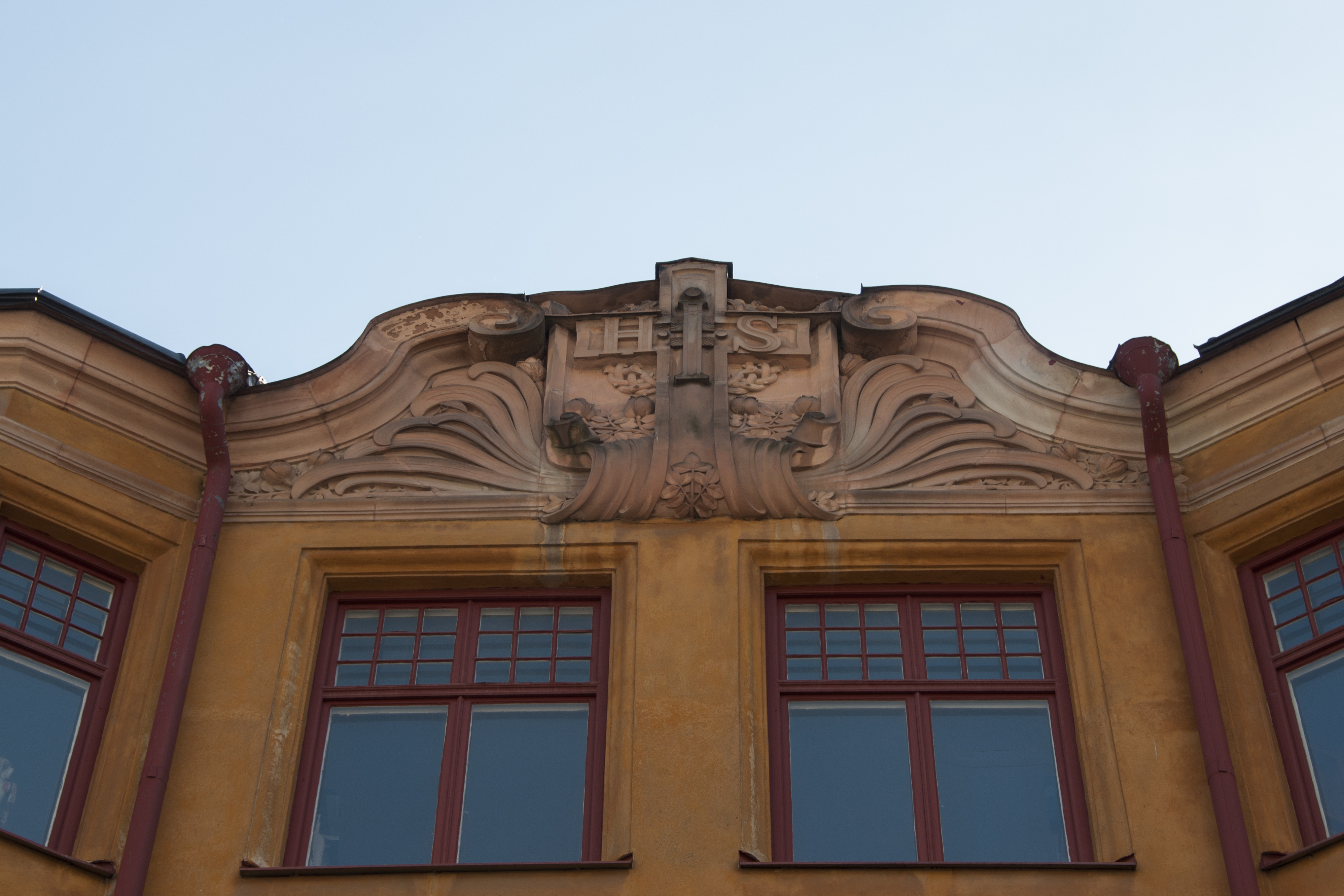
Pignon